# Atelopus varius
Atelopus varius (Lichtenstein & Martens, 1856) è un anfibio appartenente alla famiglia Bufonidae, diffuso in Sud America.

## Descrizione
Questa specie usa l'aposematismo: il dorso è di colore giallo-arancio con chiazze nere, l'addome va dal giallo-verde all'arancione con macchie nere oppure rosso. La zona inguinale è di colore verde. Il muso è corto, arrotondato o di profilo acuto. Ha zampe palmate per nuotare, è privo di timpano e i maschi hanno un sacco vocale posto sotto la gola. La pupilla è ellittica orizzontale. La pelle è ricoperta di bufotossina. I maschi sono lunghi 2,5-4,1 cm, le femmine 3,3–6 cm.

## Biologia

### Comportamento
Atelopus varius è lento nei movimenti, è sedentario, diurno e meno prudente di altri rospi.I maschi all'inizio della stagione delle piogge difendono il loro territorio emettendo dei richiami. Tende ad aggregarsi in gruppo vicino alle cascate durante la stagione secca. Un suo parassita è la Notochaeta bufonivora, che depone le uova sulla sua coscia, in seguito le larve scavano dentro la rana fino ad ucciderla.

### Alimentazione
Si alimenta di piccoli artropodi.

### Riproduzione
Le femmine trasportano sul dorso i maschi per un lasso di tempo che varia da alcuni giorni a più di un mese prima di deporre le uova, le quali verranno deposte in acqua dalla fine della stagione delle piogge alla stagione secca in autunno. In questo periodo i maschi sono molto aggressivi.

## Distribuzione e habitat
Vive ad altitudini che variano dai 16 m ai 2000 m in zone umide su tronchi o rocce vicino a ruscelli. È diffuso in Costa Rica e a Panama, dove è presente in tre aree protette.

## Conservazione
Il numero di esemplari di questa specie sono in declino dal 1788.